# Biblioteka Trinity College (Dublin)
Biblioteka Trinity College (irl. Leabharlann Choláiste na Tríonóide) – biblioteka akademicka w Irlandii, główna biblioteka Trinity College w Dublinie i największa biblioteka w kraju. Biblioteka ma prawo egzemplarza obowiązkowego. Zbiory biblioteki obejmują książki, mapy, manuskrypty, czasopisma, gazety, dokumenty muzyczne i fotografie. Księga z Kells jest tu na stałe przechowywana od końca XVII wieku, kiedy dotarła do Trinity College za pośrednictwem Henry'ego Jones, anglikańskiego biskupa hrabstwa Meath.